# King River
La King River est une rivière du Victoria, un État de l'Australie et est un affluent de l'Ovens River qui va se jeter dans le Murray.

## Géographie
D'une longueur de 126 km, elle traverse le lac William Hovell à l'altitude 411 mètres. Elle nait sur le versant occidental des Alpes australiennes. Sa vallée, belle et au climat frais, est une zone de culture de la vigne.

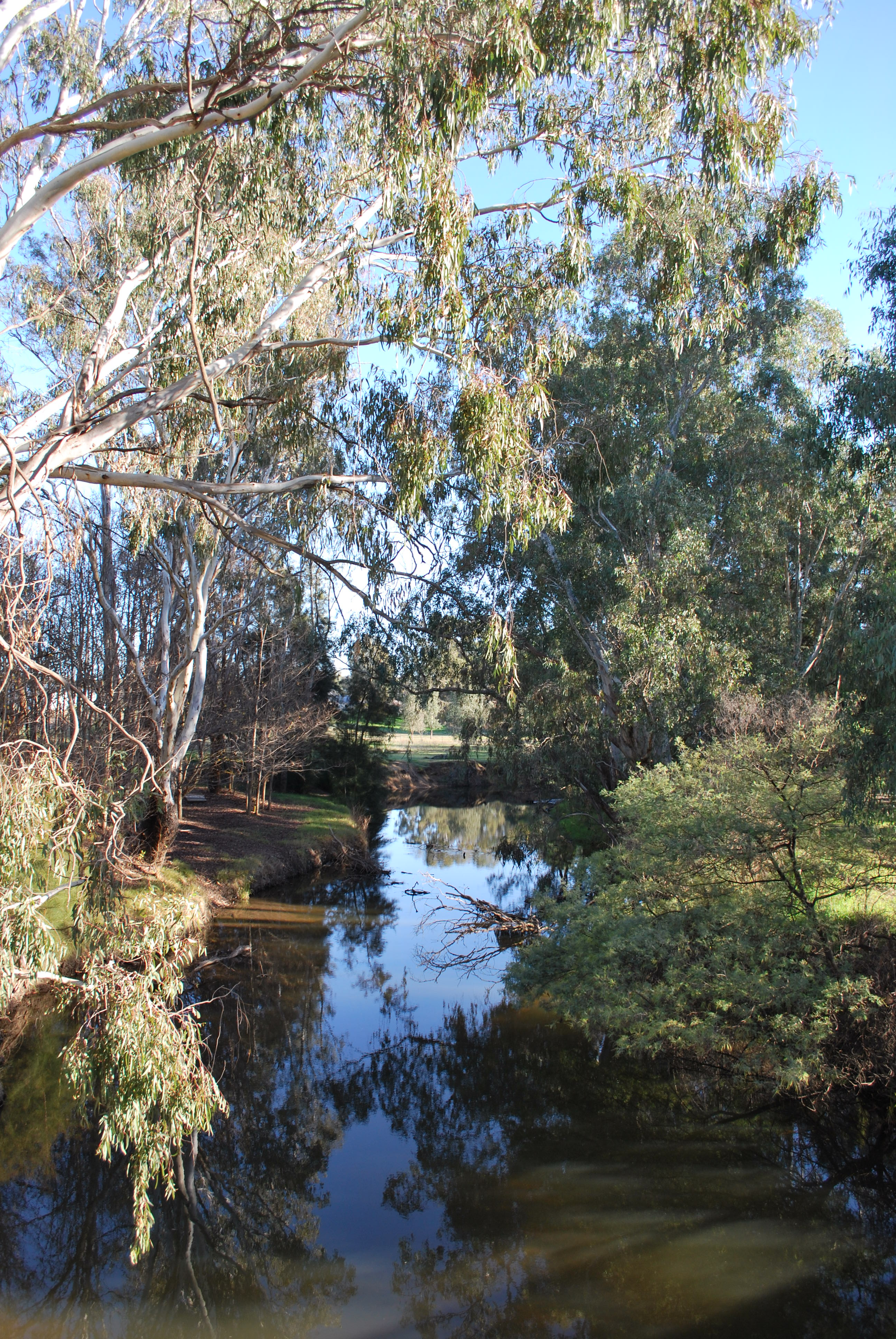
la King River à Oxley, Victoria.